# Saint-Vincent-Bragny
Pour les articles homonymes, voir Saint-Vincent.
Saint-Vincent-Bragny est une commune française située dans le département de Saône-et-Loire, en région Bourgogne-Franche-Comté.

## Géographie
Sur le territoire de la commune est implantée une forêt domaniale : la forêt de Carterand (contenance : 160,86 ha), peuplée majoritairement de feuillus.

### Climat
Pour des articles plus généraux, voir Climat de la Bourgogne-Franche-Comté et Climat de Saône-et-Loire.
En 2010, le climat de la commune est de type climat océanique dégradé des plaines du Centre et du Nord, selon une étude du Centre national de la recherche scientifique s'appuyant sur une série de données couvrant la période 1971-2000. En 2020, Météo-France publie une typologie des climats de la France métropolitaine dans laquelle la commune est exposée à un climat océanique altéré et est dans la région climatique Centre et contreforts nord du Massif Central, caractérisée par un air sec en été et un bon ensoleillement.
Pour la période 1971-2000, la température annuelle moyenne est de 10,8 °C, avec une amplitude thermique annuelle de 17,1 °C. Le cumul annuel moyen de précipitations est de 867 mm, avec 12,7 jours de précipitations en janvier et 7,6 jours en juillet. Pour la période 1991-2020, la température moyenne annuelle observée sur la station météorologique de Météo-France la plus proche, « Saint-Yan », sur la commune de Saint-Yan à 15 km à vol d'oiseau, est de 11,5 °C et le cumul annuel moyen de précipitations est de 772,4 mm. 
La température maximale relevée sur cette station est de 41,7 °C, atteinte le 31 juillet 1983 ; la température minimale est de −24,2 °C, atteinte le 9 janvier 1985,,.
Les paramètres climatiques de la commune ont été estimés pour le milieu du siècle (2041-2070) selon différents scénarios d'émission de gaz à effet de serre à partir des nouvelles projections climatiques de référence DRIAS-2020. Ils sont consultables sur un site dédié publié par Météo-France en novembre 2022.

## Urbanisme

### Typologie
Au 1er janvier 2024, Saint-Vincent-Bragny est catégorisée commune rurale à habitat dispersé, selon la nouvelle grille communale de densité à sept niveaux définie par l'Insee en 2022.
Elle est située hors unité urbaine. Par ailleurs la commune fait partie de l'aire d'attraction de Paray-le-Monial, dont elle est une commune de la couronne,. Cette aire, qui regroupe 19 communes, est catégorisée dans les aires de moins de 50 000 habitants,.

### Occupation des sols
L'occupation des sols de la commune, telle qu'elle ressort de la base de données européenne d’occupation biophysique des sols Corine Land Cover (CLC), est marquée par l'importance des territoires agricoles (80 % en 2018), en diminution par rapport à 1990 (81,1 %). La répartition détaillée en 2018 est la suivante : prairies (65,5 %), forêts (18,5 %), zones agricoles hétérogènes (14,5 %), zones urbanisées (1,5 %). L'évolution de l’occupation des sols de la commune et de ses infrastructures peut être observée sur les différentes représentations cartographiques du territoire : la carte de Cassini (XVIIIe siècle), la carte d'état-major (1820-1866) et les cartes ou photos aériennes de l'IGN pour la période actuelle (1950 à aujourd'hui).

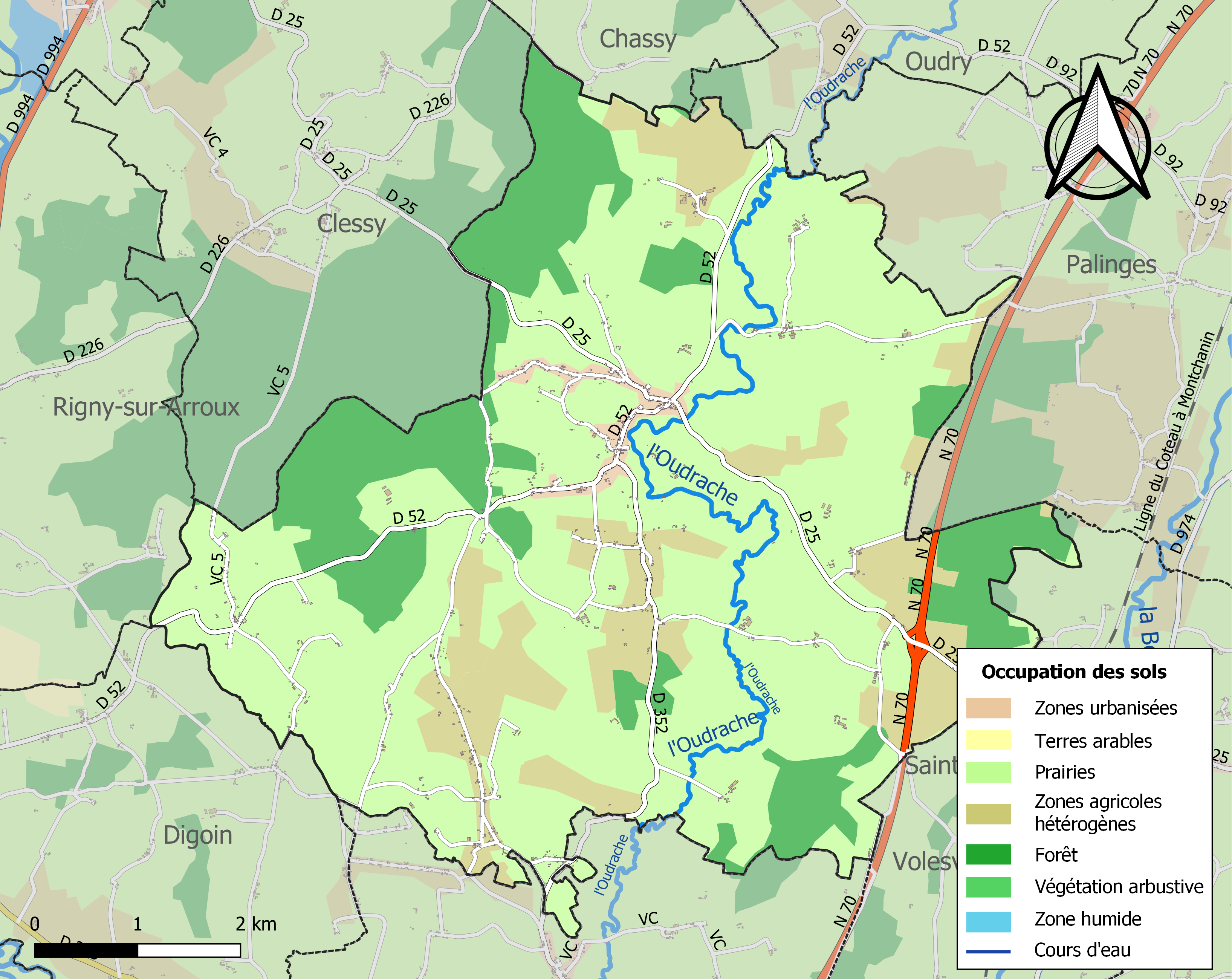
Carte des infrastructures et de l'occupation des sols de la commune en 2018 (CLC).

## Toponymie
Suppression de la commune de Bragny-en-Charollais, arrêté de 1971. Réunie à Saint-Vincent-lès-Bragny qui devient Saint-Vincent-Bragny.

## Histoire

Territoire des deux anciennes communes.

En 1161, l'évêque de Nevers, Bernard de Saint-Saulge, reconnait par des lettres envoyées à l'abbé Bernard II que l'église de Saint-Martin-de-Bragny appartient à l'abbaye de Saint-Martin d'Autun. En avril 1164, le pape Alexandre III, réfugié en France, reconnaît par une que l'abbaye de Saint-Martin d'Autun possède bien le patronage de la cure de : « Ecclesiam Braigniaco ». En 1232, un accord intervient entre Jean, comte de Châlon et l'abbaye de Saint-Martin d'Autun, sur la juridiction de Bragny et de Chenôves.
En 1373, le père abbé, Alexandre de l'abbaye de Saint-Martin d'Autun, donne aux religieux du prieuré de Bragny, leur vie durant des terres à Girolles et à Sermizelles. Prieuré dont les bénéfices reviennent à Saint-Martin d'Autun.
En 1972, les communes de Bragny-en-Charollais et de Saint-Vincent-lès-Bragny pour former la commune actuelle.

## Politique et administration

### Liste des maires
| Période                                  | Période   | Identité       | Étiquette | Qualité |
| ---------------------------------------- | --------- | -------------- | --------- | ------- |
| janvier 1972                             | mars 1989 | Maurice Nugues |           |         |
| mars 1989                                | mars 2008 | Paul Pluchaud  |           |         |
| mars 2008                                | en cours  | Jacky Comte    |           |         |
| Les données manquantes sont à compléter. |           |                |           |         |

## Démographie
L'évolution du nombre d'habitants est connue à travers les recensements de la population effectués dans la commune depuis 1793. Pour les communes de moins de 10 000 habitants, une enquête de recensement portant sur toute la population est réalisée tous les cinq ans, les populations de référence des années intermédiaires étant quant à elles estimées par interpolation ou extrapolation. Pour la commune, le premier recensement exhaustif entrant dans le cadre du nouveau dispositif a été réalisé en 2007.

En 2022, la commune comptait 997 habitants, en évolution de −0,8 % par rapport à 2016 (Saône-et-Loire : −1,06 %, France hors Mayotte : +2,11 %).
| 1793 | 1800 | 1806 | 1821 | 1831 | 1836 | 1841 | 1846 | 1851 |
| ---- | ---- | ---- | ---- | ---- | ---- | ---- | ---- | ---- |
| 610  | 631  | 720  | 802  | 850  | 869  | 803  | 793  | 838  |

| 1856 | 1861 | 1866 | 1872 | 1876 | 1881 | 1886 | 1891 | 1896 |
| ---- | ---- | ---- | ---- | ---- | ---- | ---- | ---- | ---- |
| 872  | 902  | 961  | 902  | 962  | 928  | 925  | 841  | 817  |

| 1901 | 1906 | 1911 | 1921 | 1926 | 1931 | 1936 | 1946 | 1954 |
| ---- | ---- | ---- | ---- | ---- | ---- | ---- | ---- | ---- |
| 813  | 776  | 696  | 565  | 569  | 541  | 537  | 491  | 508  |

| 1962 | 1968 | 1975 | 1982 | 1990 | 1999 | 2006 | 2007 | 2012  |
| ---- | ---- | ---- | ---- | ---- | ---- | ---- | ---- | ----- |
| 506  | 471  | 797  | 796  | 858  | 853  | 919  | 928  | 1 021 |

| 2017 | 2022 | - | - | - | - | - | - | - |
| ---- | ---- | - | - | - | - | - | - | - |
| 997  | 997  | - | - | - | - | - | - | - |

## Vie quotidienne

### Sports
Le football, avec le club de l'AS Saint-Vincent-Bragny.

### Cultes
- Église Saint-Vincent de Bragny, à l'intérieur une Vierge au chapelet de Mme Dupin, copie de Murillo de 1873[22].

## Lieux et monuments

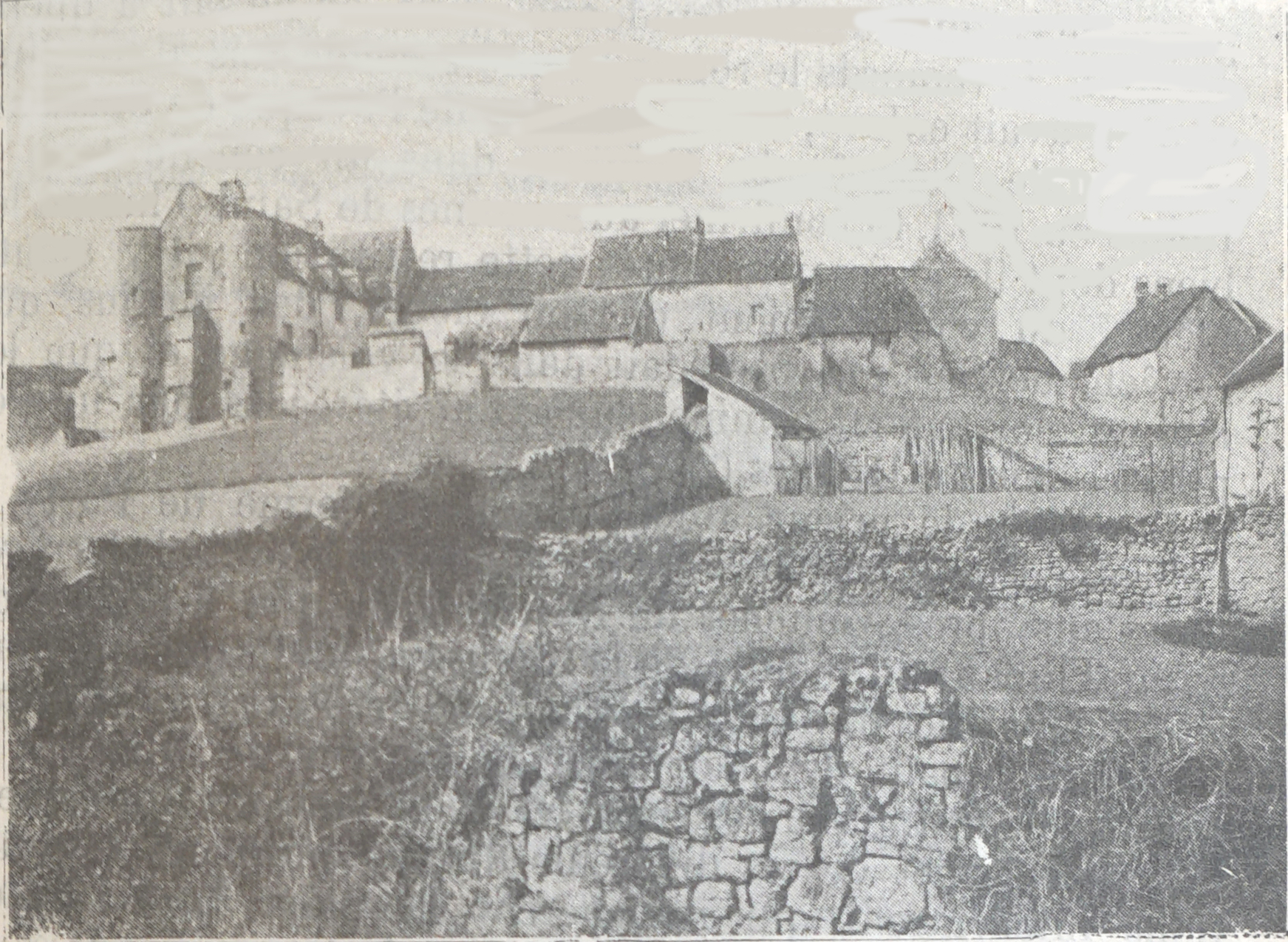
Vue du prieuré.

- l'église Saint-Vincent de Saint-Vincent-Bragny[23] ;
- Château de la Chassagne, inscrit aux Monuments historiques. Arrêté du 29 octobre 1926 (Cad. BX, 7 à 28).
- Prieuré de Bragny, inscrit aux monuments historiques. Arrêté du 4 avril 1989 (Cad AY49) dit « Prieuré Saint-Martin de Bragny », dont les revenus appartiennent à l'abbaye de Saint-Martin d'Autun. Vers 1500, le prieur de Bragny, adresse une lettre à l'abbé de Saint-Martin d'Autun : Tristan de Salazar, lui faisant savoir qu'il dépose une requête au roi pour obtenir justice en nos mex et maison de la Boutière et qu'on y dresse un signe patibulaire à un pilier[24].
- Anciennes carrières qui, pendant des siècles et jusqu'à l'apparition du ciment armé, fournirent, avec celles de Clessy, les encadrements de portes et de fenêtres, les marches d'escalier et les manteaux de cheminées de quantités de demeures de Digoin, Gueugnon et Paray-le-Monial[25].

## Galerie photos

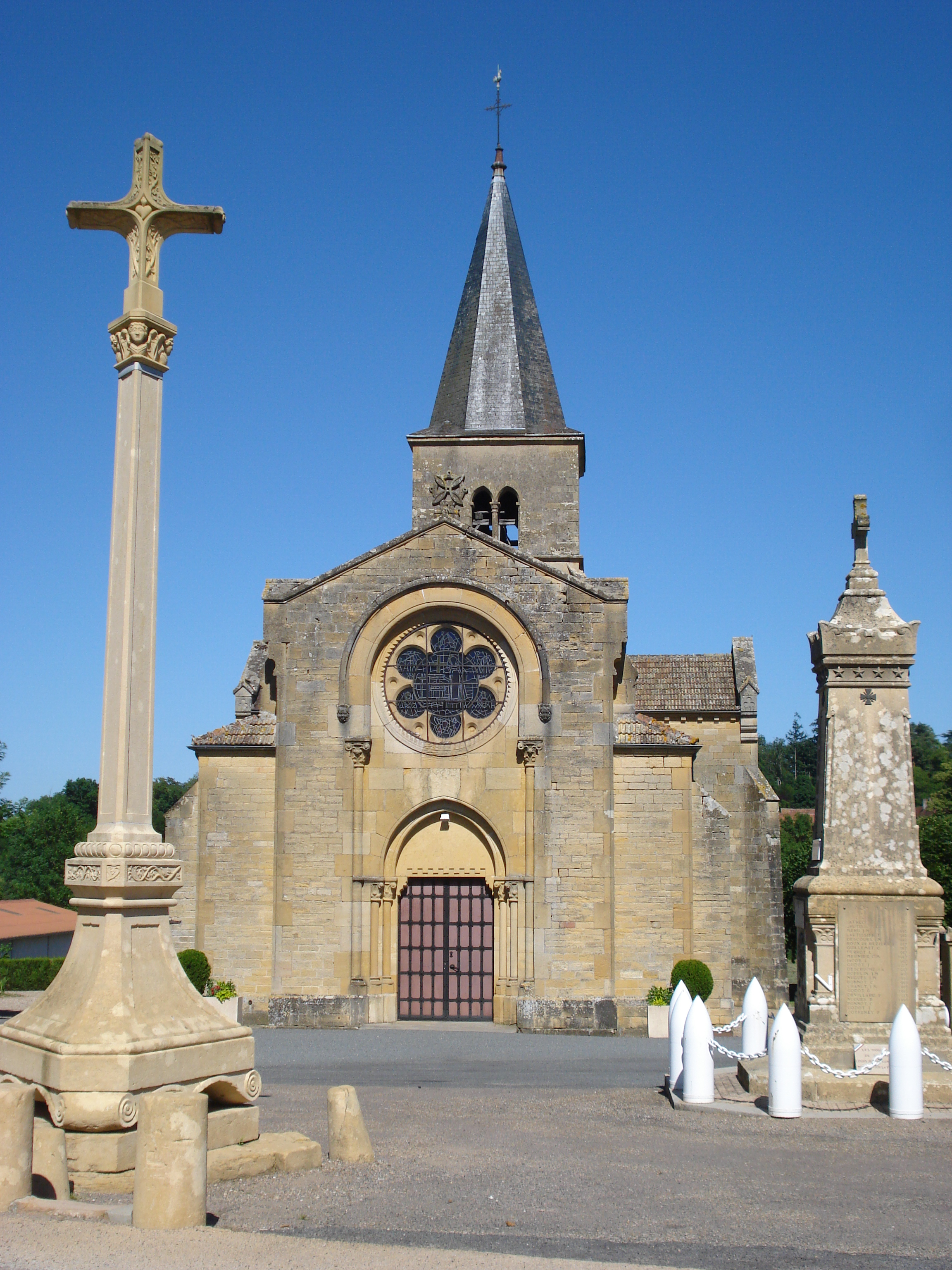
Église Saint-Vincent à Saint-Vincent.
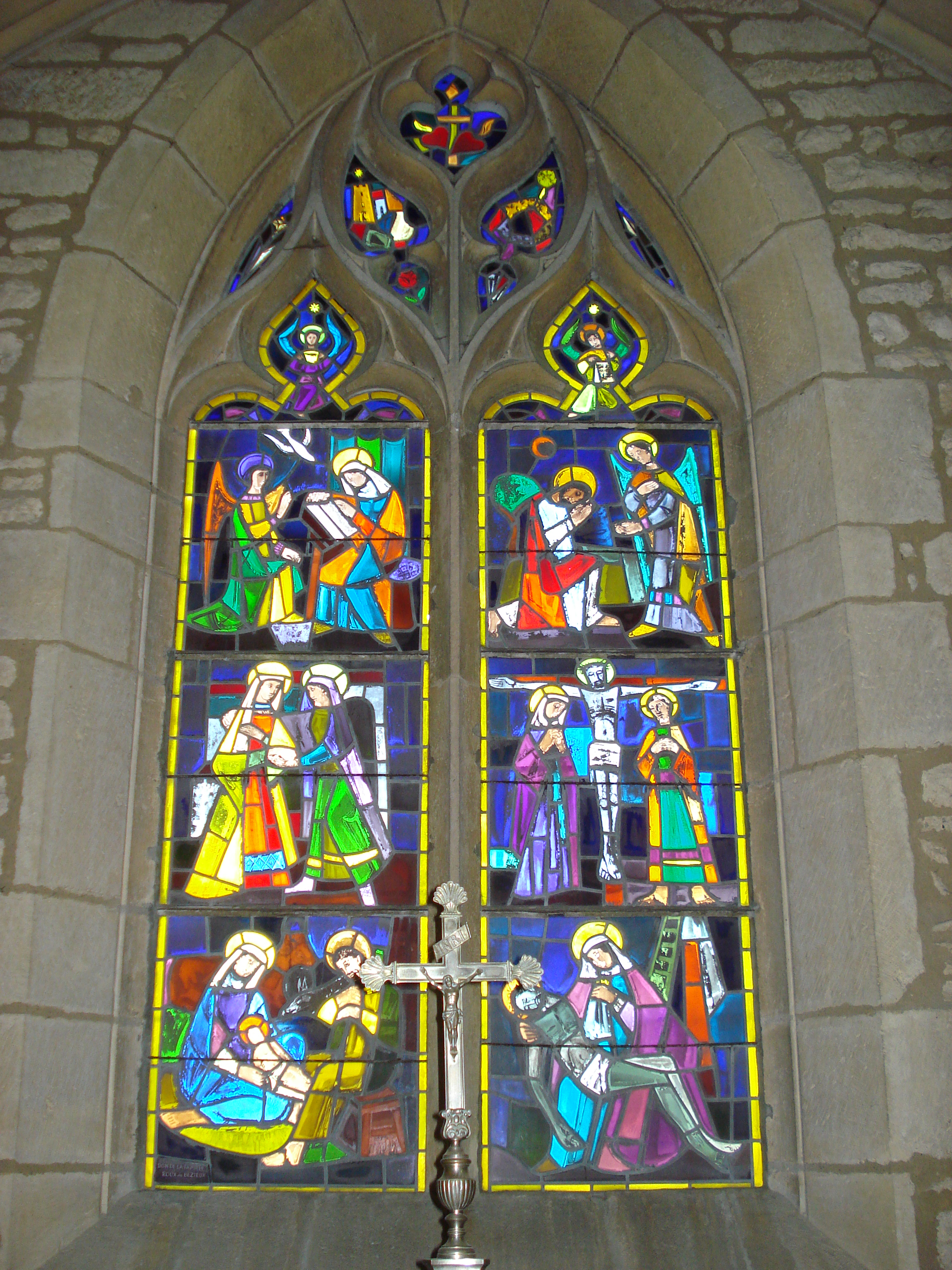
Vitrail de l'église Saint-Vincent.
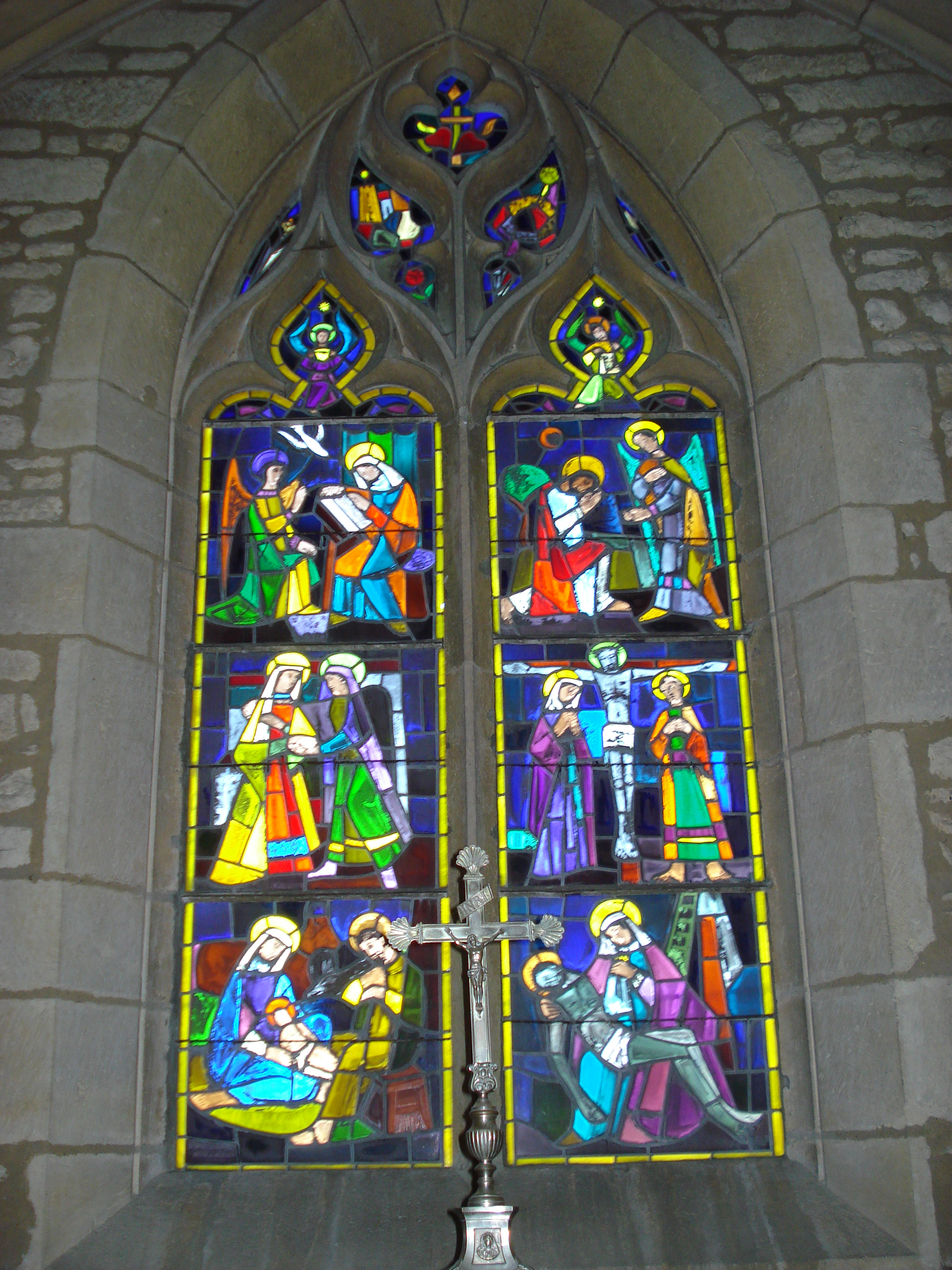
Vitrail de l'église Saint-Vincent.
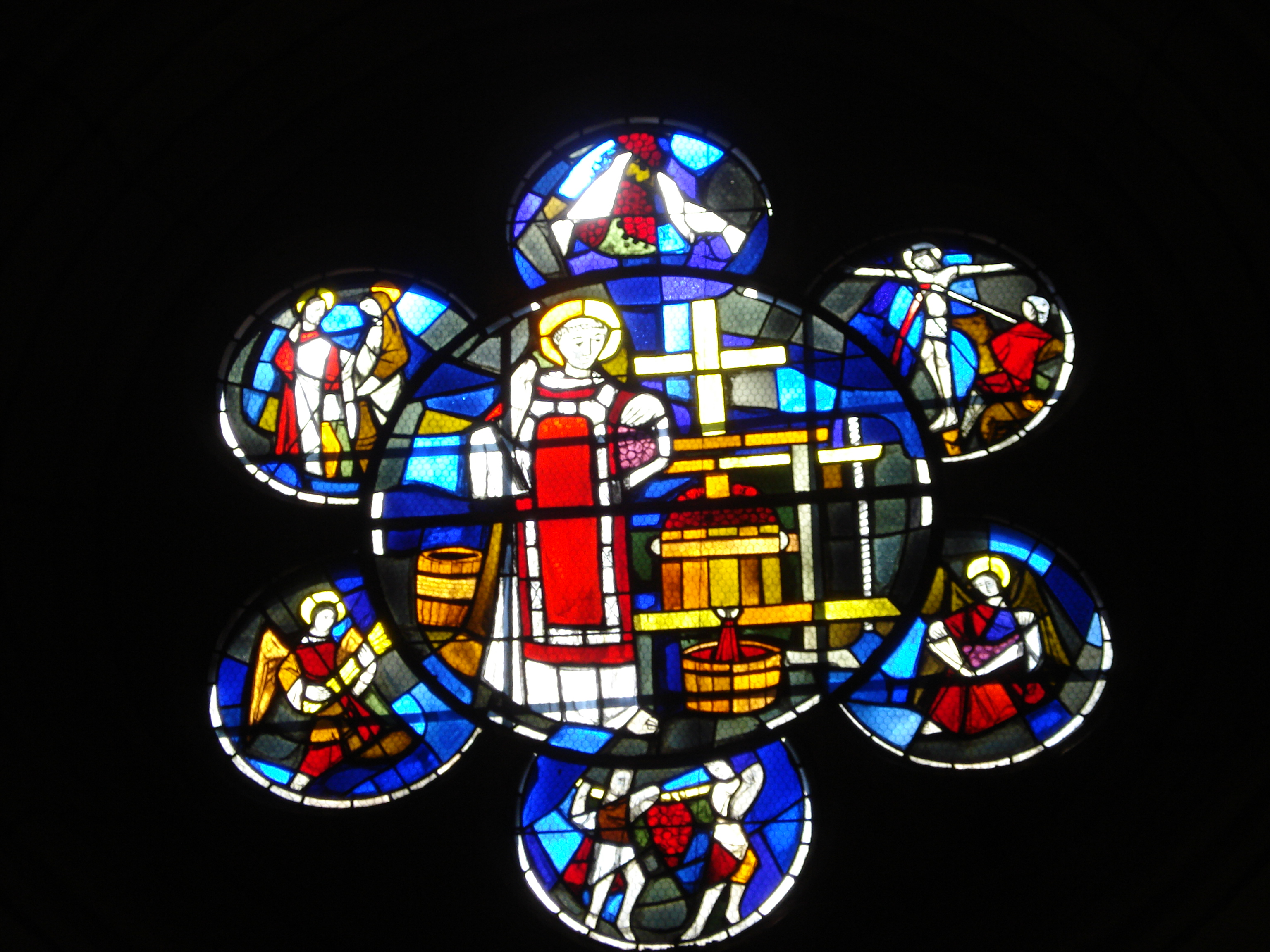
Vitrail de l'église Saint-Vincent.
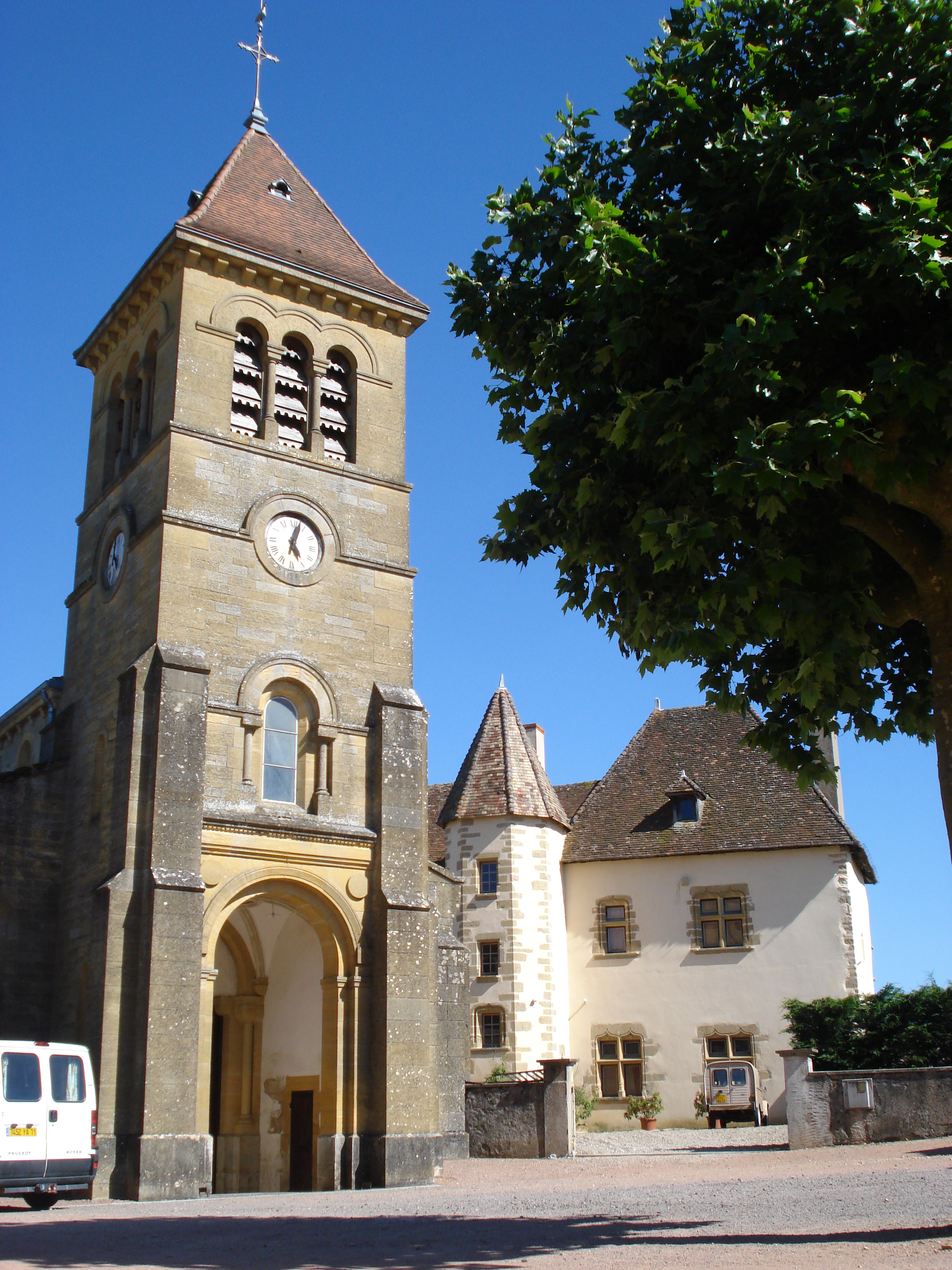
Église Saint-Martin à Bragny.
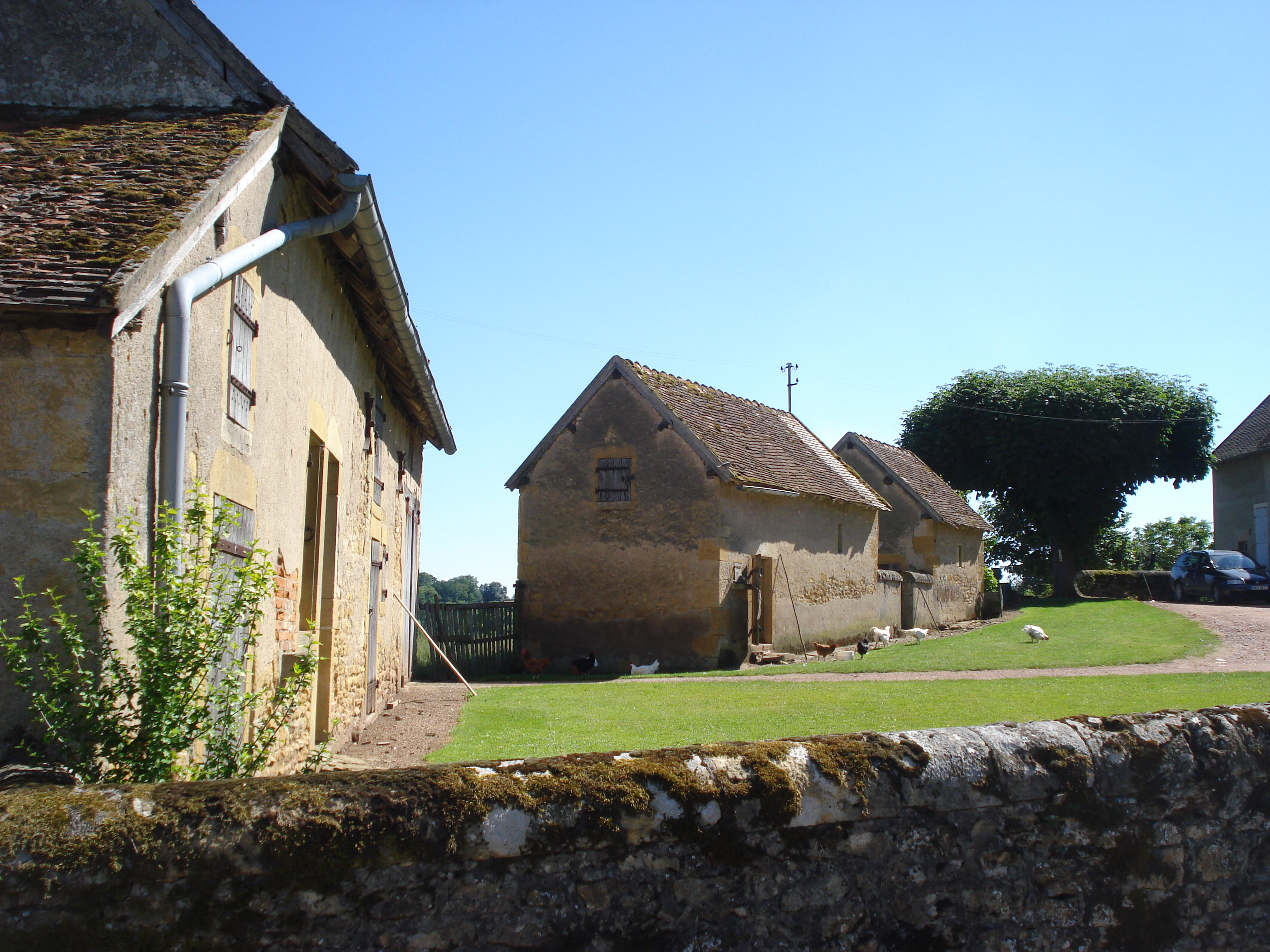
Cour de ferme à Bragny.

## Pour approfondir